# びなす (2代)
びなす（VENUS）は、津軽海峡フェリーの青森 - 函館航路に就航していたフェリーである。船名はギリシャ神話の美の女神アプロディーテーに由来する。本項目では1995年に就航した2代目を取り扱う。

## 概要

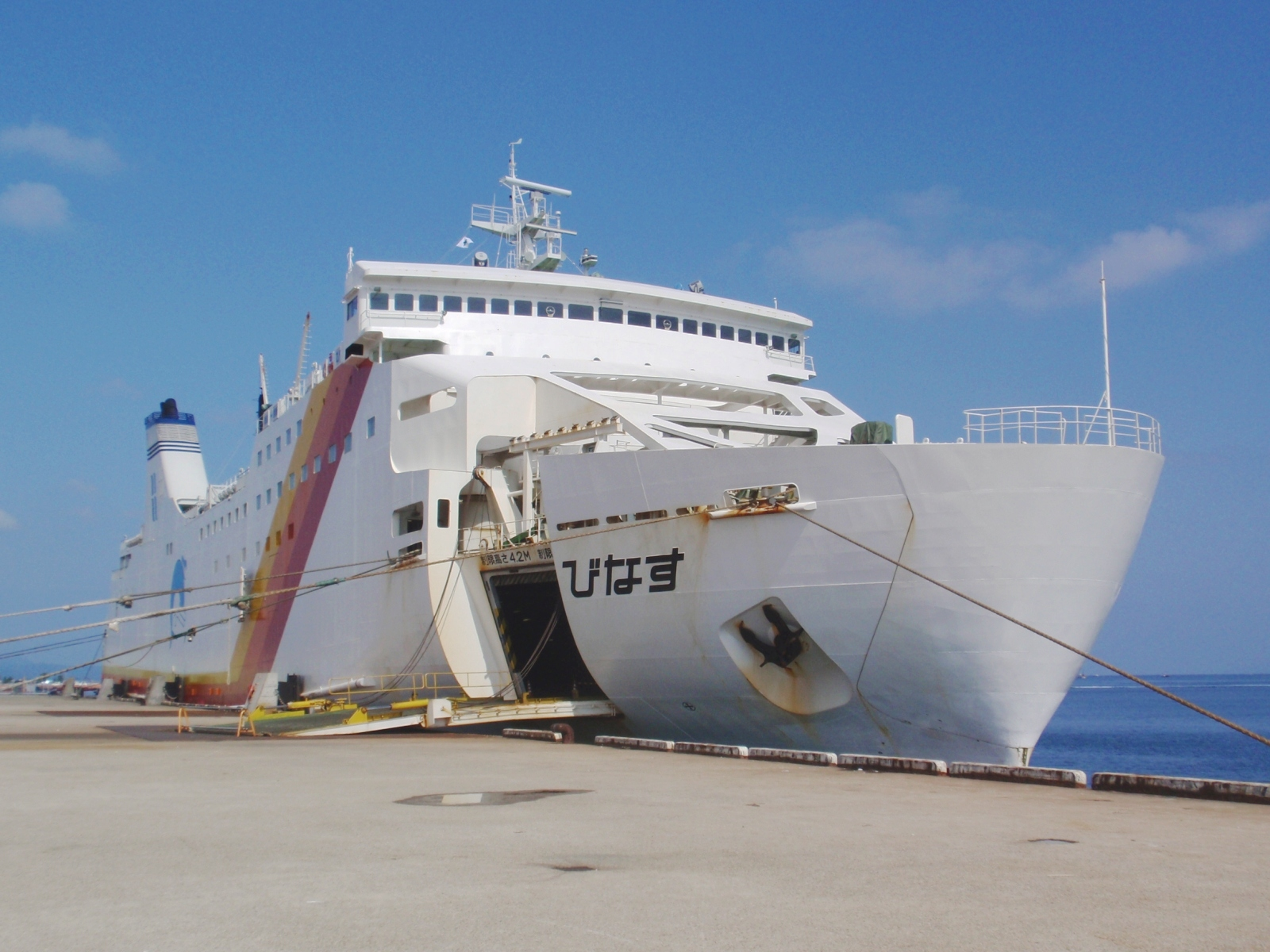
びなす（東日本フェリー時代）

1995年、姉妹船である「ほるす」と共に青森－室蘭航路に就航。三菱重工業下関造船所の記念すべき1000番船として建造された。
東日本フェリーではその後、僚船の「びるご」と共に何度か青森－函館航路と青森－室蘭航路を行き来したが、2007年9月1日に高速フェリー「ナッチャンRera」が就航すると古巣である青森－室蘭航路に転配される。2008年12月、東日本フェリー撤退後は一時青森港第4バースに係船されていたが、12月5日の朝便で「ばにあ」が引退したため、同日夕方便より道南自動車フェリー（現：津軽海峡フェリー）の青森－函館航路に転配・就航することとなった。
2016年度の2隻の新造船就航計画に伴い、2017年3月にブルーハピネスが就航しその入れ替わりで引退。「ATHAYA」に改名されマルタへ売却。

## 船内

### 船室
第6甲板
- 2等室「展望室」
- 1等洋室（5室・津軽海峡フェリーではプライベートドッグルーム4名×2室とドッグルームに改装）

第5甲板
- 特等室（洋室）（2名×3室）
- 特等室（和室）（2名×2室）
- 1等室（4名×14室）
- 2等室（3室）
- ドライバールーム（2段ベッド・計80名）

### 設備
第6甲板
- レストラン（末期はオートレストラン）
- ゲームコーナー
- ドッグルーム - 最大20匹収容（津軽海峡フェリー時代に導入）
- プロムナード

第5甲板
- ショップ・自動販売機
- レセプション（案内所）
- 浴室（津軽海峡フェリーでは「シャワールーム」としてシャワーのみ利用可）